# Kwadratura (astronomia)
Kwadratura – położenie ciała niebieskiego względem Ziemi, w którym jego długość ekliptyczna różni się od długości ekliptycznej Słońca o 90° lub o 270°.
Zobacz też:
- koniunkcja
- opozycja